# Vangelis Moras
Vangelis Moras (Lárissa, 28 de agosto de 1981) é um futebolista profissional grego, que atua como volante. Atualmente milita no Larissa.

## Carreira

### Grécia (AEL, Proodeftiki, AEK Atenas)
Moras começou sua carreira no AEL e mudou para o Proodeftiki com 20 anos de idade. Depois de uma temporada pelo Proodeftiki, o clube conseguiu o acesso para a Greek Super League na Alpha Ethniki de 2002-03.
Depois de impressionar na primeira divisão grega, Moras se transferiu para os gigantes AEK Atenas com 22 anos. Ele fez 84 presenças  com o clube da capital. Atuando até 22 de maio de 2007.

### Bologna
Em 1 de Julho de 2007, Moras assinou com o Bologna. Logo ajudando no acesso a Serie A. Moras marcou contra o S.S.C. Napoli seu primeiro gol com a equipe bolognesa. Fazendo 104 jogos em todas as competições pela equipe.

### Swansea City
Em 14 de Outubro 2011, ele foi confirmou um contrato com o time da Premier League, os galeses do Swansea City. Brendan Rodgers confirmou para a equipe galesa Swansea City a luz verde para assinar com Vangelis Moras em um acordo de três anos. O defensor grego, era um agente livre naquele verão e poderia rescindir com o Bologna, depois do acordo certo.
Moras teve uma estreia em um amistoso contra Llanelli e marcando um gol, no dia 7 de outubro de 2011. Devido a atrasos nos documentos, ele não estreou no norte da Inglaterra contra o Norwich. Fazendo apenas sua estreia no empate em 2–2 com o Wolves em 22 de Outubro de 2011. Porém, ele acabou não mais atuando e terminou o contrato com os gansos em Janeiro de 2012.

### Seleção Grega
Moras representou a Seleção Grega de Futebol nas Olimpíadas de 2004, quando atuou em casa. Ele fez parte do elenco da Grécia nas Copas de 2010 e 2014.